# چیرگی

غلبه اتوزومال و وراثت مغلوب، دوتا از رایج ترین الگوهای وراثت مندلی. اتوزوم، کروموزم دلخواهی به غیر از کروموزوم جنسی‌ست.

در ژنتیک، غلبه یا چیرگی (به انگلیسی: Dominance)، پدیده‌ای است که در آن واریانتی از یک ژن، بر روی اثرات واریانت دیگری از همان ژن که روی کروموزوم همتای دیگری قرار دارد، پوشش ایجاد کرده و بدین طریق اثراتش را باطل می سازد. در چنین شرایطی، واریانت اولی را غالب (dominant) و دومی را مغلوب (recessive) نامند. علت ایجاد دو واریانت از یک ژن روی دو کروموزوم (هر ژن روی یک کروموزوم)، به دلیل جهش در یکی از ژن‌هاست که یا موجب تولید ژن کاملاً جدیدی (de novo) شده یا با تغییر ژن به ارث رسیده از والدین، واریانت جدید شکل می گیرد. عبارات اتوزوم غالب و اتوزوم مغلوب جهت توصیف واریانت‌های ژنی روی کروموزوم‌های غیر-جنسی (اتوزوم‌ها) و صفات مرتبطشان به کار برده می شوند، در حالی که صفات مرتبط با ژن‌های کروموزوم‌های جنسی را به صورت "وابسته به X غالب"، "وابسته به X مغلوب" یا "وابسته به Y" توصیف می کنند؛

## پیوندهای بیرونی
- "Online Mendelian Inheritance in Man" (OMIM)
- "Autosomal dominance of Huntington's Disease". Huntington's Disease Outreach Project for Education at Stanford